# Les Sables de l'enfer
 (août 2016).
Si vous disposez d'ouvrages ou d'articles de référence ou si vous connaissez des sites web de qualité traitant du thème abordé ici, merci de compléter l'article en donnant les références utiles à sa vérifiabilité et en les liant à la section « Notes et références ».
Série Maneater
Troglodyte
(30 juin 2008) La Fureur des gargouilles
(28 août 2009)
Pour plus de détails, voir Fiche technique et Distribution.
Les Sables de l'enfer (Sand Serpents) est un téléfilm d'horreur canadien réalisé par Jeff Renfroe et diffusé le 11 juillet 2009 sur Syfy. Il s'agit du dix-septième film de la collection Maneater series.

## Synopsis
Une patrouille de soldats américains est prise à partie par un groupe de talibans. Après avoir éliminé cette menace, ils sont chassés par des vers géants des sables. Avec deux afghans, un médecin et sa fille, le groupe de soldats aura fort à faire pour trouver une solution et vaincre ces monstres qui ont la taille d'un bâtiment.

## Fiche technique
- Titre : Les Sables de l'enfer
- Titre original : Sand Serpents
- Réalisation : Jeff Renfroe
- Scénario : Raul Inglis
- Production : Ric Nish et Michael Prupas
- Musique : Pierpaolo Tiano
- Photographie : Brendan Steacy
- Montage : Simon Webb
- Distribution : Domnica Circiumaru et Matt Western
- Décors : Guy Lalande
- Costumes : Simonetta Mariano
- Effets spéciaux de maquillage : Mari Dascalescu
- Effets spéciaux visuels : Mario Raciele et Pierre-Simon Lebrun-Chaput
- Pays d'origine :  Canada
- Compagnies de production : MediaPro Studios, Muse Entertainment (en) Enterprises,
- Compagnie de distribution : RHI Entertainment
- Format : Couleurs - 1.78:1 - Dolby Digital - 35 mm
- Genre : Horreur
- Durée : 90 minutes
- Date de diffusion : 11 juillet 2009 (Syfy)
- interdit aux moins de 12 ans

## Distribution
- Jason Gedrick : Richard Stanley
- Tamara Hope (VF : Laëtitia Lefebvre) : Jan Henle
- Elias Toufexis : Soldat Andrews
- Sebastian Knapp (en) : Oscar Kaminsky
- Michelle Asante : Susan Eno
- Chris Jarman (en) : sergent Wilson
- Viscreanu Constantin : Morales
- Duma Iulian : Bates
- Jonas Khan : Amal Jazeer
- Andreea Coscai : Isla
- Andreea Paduraru : Asala
- Bryan Jardine : colonel Jones

## DVD
En France, le film est sorti en DVD Keep Case sous le titre Sand Serpents le 6 juillet 2010 chez Zylo au format 1.77:1 panoramique 16/9 en français, sans bonus et sans sous-titres. (ASIN B003T0M5O2)